# لوبوس
لوبوس هي مدينة الرئيسية في إقليم لوبوس في مقاطعة بوينس آيرس، الأرجنتين، وتأسست في 2 يونيو 1802 من قبل خوسيه سالغادو.